# Malachov
Malachov – wieś (obec) na Słowacji położona w kraju bańskobystrzyckim, w powiecie Bańska Bystrzyca. 

## Położenie
Malachov położony jest u wschodnich podnóży Gór Kremnickich, otoczony wzgórzami zaliczanymi do Przedgórza Malachovskiego (słow. Malachovské predhorie). Zabudowania wsi leżą w środkowej części Doliny Malachovskiej i są szeroko rozłożone po obu stronach Potoku Malachovskiego. Tereny katastralne wsi leżą na wysokości od 400 do 820 m n.p.m.

## Historia
Tereny wsi były odwiedzane przez człowieka już w młodszej epoce kamiennej, o czym świadczą znalezione tu neolityczne narzędzia: dwa kamienne młoty i cztery obrobione tłuki kamienne. Pierwsze wzmianki o miejscowości pochodzą z roku 1327, kiedy została zasiedlona niemieckojęzycznymi kolonistami zajmującymi się zapewne poszukiwaniem i wydobyciem rud metali. W roku 1422 wzmiankowana pod nazwą Malého, w 1446 – Malacho, a w 1467 – Malachov. Pod koniec XVI i w XVII w. stale zagrożona najazdami tureckimi: w nocy z 21 na 22 października 1599 r. została zniszczona przez Turków. Należała do rodziny Radvanských z niedalekiej Radvani. Jej mieszkańcy zajmowali się górnictwem i hutnictwem (m.in. rtęci), pracą w lesie i furmanieniem. W dolnej części wsi, w miejscu zwanym Stupy, działała wytwórnia czarnego prochu strzelniczego.
Na początku XX w. do Malachova włączono wioskę Dolné Pršany, położoną po południowej stronie Doliny Malachovskiej. Pamiątką po tym są dwa cmentarze w Malachovie, położone po dwóch stronach potoku. Kościoła nigdy w Malachovie nie było – wierni należeli do parafii (ewangelickiej lub katolickiej) w Radvani. Cenną pamiątką we wsi jest stara ludowa szkoła ewangelicka, którą założył w 1858 r. Andrej Braxatoris-Sládkovič.
W 1970 r. Malachov został włączony w skład Bańskiej Bystrzycy. Od 1 marca 1993 r. stanowi znowu osobną jednostkę administracyjną.

## Demografia
Według danych z dnia 31 grudnia 2016, wieś zamieszkiwały 1092 osoby, w tym 550 kobiet i 542 mężczyzn.
W 2001 roku rozkład populacji względem narodowości i przynależności etnicznej wyglądał następująco:
- Słowacy – 97,81%
- Czesi – 1,50%
- Ukraińcy – 0,35%
- Węgrzy – 0,12%